# Ная Рівера
Ная Марі Рівера (англ. Naya Marie Rivera; 12 січня 1987 — 8 липня 2020) — американська акторуа, співачка, фотомодель, письменниця і ЛГБТ-активістка. Найбільш відома за роллю Сантани Лопес у телесеріалі «Хор» (2009–2015), за яку отримала безліч нагород і номінацій.

## Життєпис
Ная Рівера народилася в Санта-Кларіті, штат Каліфорнія, але більшу частину життя прожила в Лос-Анджелесі. Вона має пуерто-риканські, африканські та німецькі корені. Коли їй було вісім місяців, вона разом з матір'ю переїхала в Лос-Анджелес, де вона стала дитиною-моделлю.
З 2009 по 2011 рік Рівера зустрічалася з актором Марком Саллінгом, колегою по серіалу «Хор». Підтвердила це в книзі «Not Sorry Sorry: Dreams, Mistakes, and Growing Up». В квітні 2013 стало відомо про стосунки з репером Біг Шоном. Вони оголосили про заручини в жовтні того ж року, проте в березні 2014 року розлучилися.
Рівера одружилася з актором Раяном Дорсі 19 липня 2014, з яким вона зустрічалася 3 місяці. 17 вересня 2015 року народила сина Джозі Голліса Дорсі. У листопаді 2016 подала на розлучення, в жовтні 2017 розлучення відкликали. 19 грудня 2018 Рівера подала другу заяву і 14 червня 2018 року розлучення було офіційно оформлене.
З березня по серпень 2017 року зустрічалася з актором Девідом Спейдом.

## Кар'єра
Як дитина-модель з'явилася в безлічв рекламних роликів, зокрема і в кількох для магазину «Kmart». У 4 роки дебютувала як акторка з однією з головних ролей в комедійному серіалі «Королівська сім'я». Хоча шоу стартувало досить добре, після смерті ключової зірки серіалу Редда Фокса рейтинги швидко впали, і канал закрив шоу після одного сезону. За роль в серіалі Рівера отримала номінацію на премію «Молодий актор».
З 1992 по 2002 рік, в основному, виконувала епізодичні ролі в таких телесеріалах, як «Принц із Беверлі-Хіллз», «Справи сімейні», «Live Shot», «Рятувальники Малібу», «Smart Guy», «The Jersey», «House Blend», «Even Stevens» і «Майстер перевтілення».
У 2002 році з'явилася в музичному відео групи B2K на пісню «Why I Love You». У тому ж році зіграла в сіткомі «The Bernie Mac Show». У наступні роки вона з'явилася в серіалах «8 простих правил для друга моєї дочки-підлітка» і «C. S. I.: Місце злочину Маямі».

У 2009 році Рівера отримала роль чирлідерки Сантани Лопес в музичному серіалі «Хор». Її персонажка другого плану була добре зустрінута критикою і публікою в першому сезоні, і, починаючи з другого сезону, стала однією з центральних героїв. З другого сезону Рівера також почала отримувати сольні номери у серіалі, перший з яких був у п'ятому епізоді другого сезону під назвою «The Rocky Horror Glee Show». У наступних епізодах її сюжетної лінії приділялося все більше екранного часу. У другому сезоні було оголошено, що Сантана є лесбійкою, яка мала почуття до своєї подруги Бріттані. Рівера отримала схвальні відгуки критики за виконання своєї ролі. Вона покинула шоу п'ятого сезону, але ненадовго повернулася в шостому.

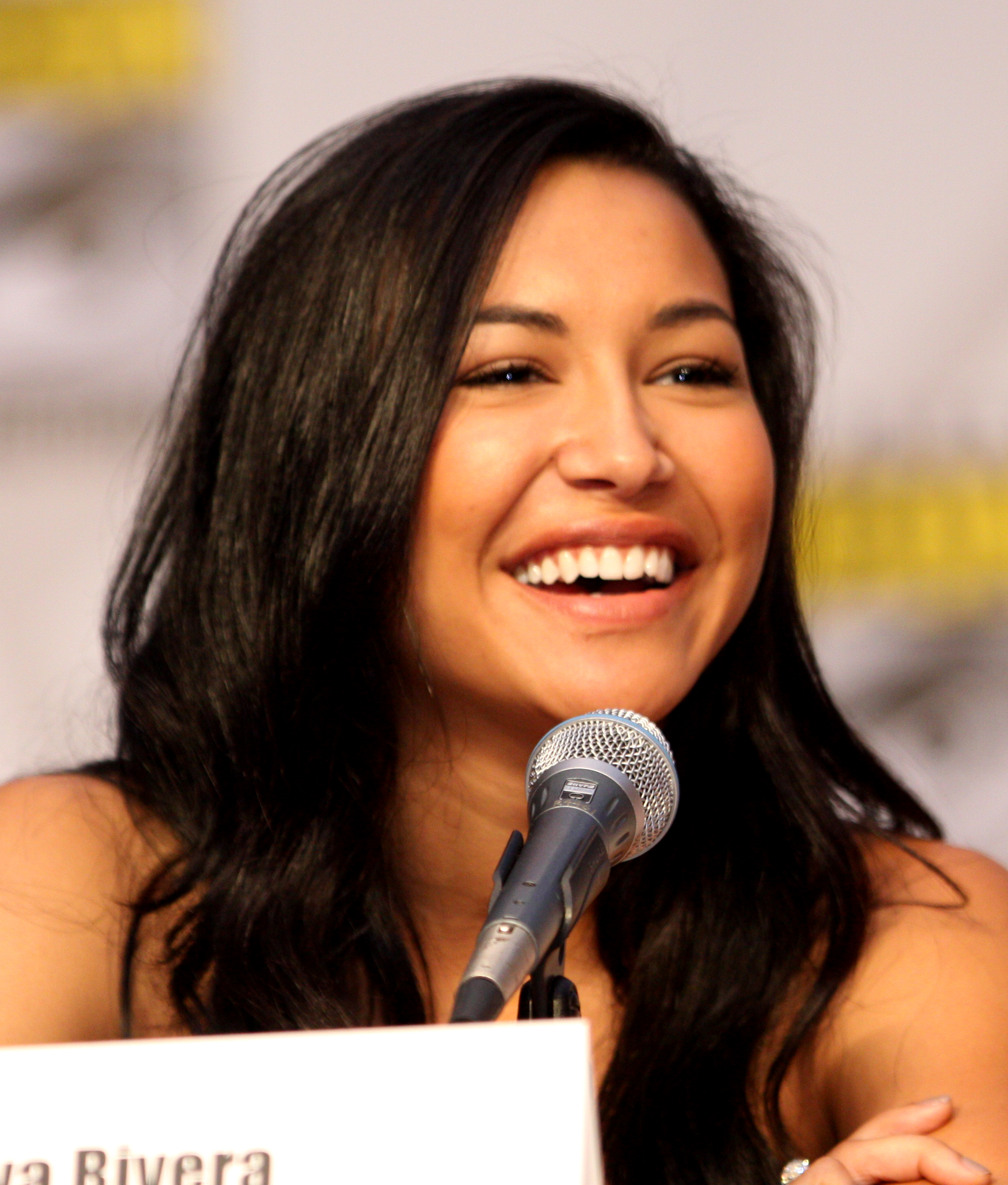
Рівера на San Diego Comic-Con International в липні 2010 року

У 2010 році Ная Рівера посіла 61 місце в списку «100 найсексуальніших жінок» за версією журналу «Maxim», а рік потому піднялася до 43 місця. У 2011 році AfterEllen.com поставив її на перше місце в списку «100 найсексуальніших жінок». Рівера стала першою, кому вдалося повторити цей результат і в 2012 році.
У 2014 році Рівера дебютувала на великому екрані з роллю злодійки в трилері «Будинок».
У 2015 році, після відходу з «Хору», Рівера приєдналася до акторського складу мильної комедії Lifetime «Підступні покоївки» в ролі нової покоївки, одночасно стаючи періодичною співведучою денного шоу ABC «The View».

## Загибель
8 липня 2020 року Рівера була оголошена зниклою без вісті після того, як її чотирирічний син Джозі був знайдений один в орендованому нею човні на озері Пайру. Приблизно через три години після того, як вони вийшли з доку, інший човняр виявив, що Джозі спить на човні з надітим рятувальним жилетом. На борту також було виявлено рятувальний жилет для дорослих, а також посвідчення особи Рівери. Джозі розповів, що вони з матір'ю вирішили скупатися, але вона не повернулася в човен. У той же вечір департамент шерифа округу Вентура призупинив пошуково-рятувальну операцію за несприятливих умов для пошуку. 9 липня пошуки поновилися відразу після світанку. У той же день влада оголосила, що Рівера швидше за все загинула і влада продовжила пошуки її тіла.
Вранці 13 липня 2020 року в озері Пайру було виявлено тіло Рівери. Шериф округу Вентура припустив, що Рівера і її син, можливо, плавали і потрапили в течію, після чого їй вдалося врятувати сина, але не вистачило сил врятуватися самій. 14 липня судмедексперт округу Вентура оприлюднив звіт розтину, в якому говорилося, що смерть Рівери настала в результаті випадкового утоплення і що немає жодних ознак травми або сп'яніння.